# Plínio Ayrosa
Plínio Marques da Silva Ayrosa (São Paulo, 13 de março de 1895 – 3 de junho de 1961) foi um engenheiro e professor universitário brasileiro. Foi o primeiro professor titular da Cadeira de Etnografia e Língua tupi-guarani da Faculdade de Filosofia, Ciências e Letras da Universidade de São Paulo (USP)

## Biografia
Filho de Antônio Marques da Silva Ayrosa e de Laura Antonieta Ayrosa, Plínio Ayrosa nasceu a 13 de março de 1895 na capital do Estado de São Paulo. Em 1920, graduou-se em engenharia pela Escola Politécnica do Rio de Janeiro. Nos anos 1930, passou a publicar artigos sobre etimologia de nomes de origem tupi em uma seção do Correio Paulistano. Em 1934, já era conhecido por seu interesse acerca das línguas indígenas do Brasil. Assim, quando da fundação da Faculdade de Filosofia, Ciências e Letras da USP, acabou por ser contratado para ministrar o primeiro curso oficial de tupi-guarani no Brasil.
A partir de 1935, idealizou e deu início à formação do acervo etnográfico do Museu de Etnografia da Faculdade de Filosofia da USP, composto por uma grande variedade de artefatos, entre líticos, plumárias, cerâmicas e cestarias. A coleção, de significativa diversidade tipológica, tecnológica e cultural, contém alguns artefatos singulares da arqueologia brasileira e, posteriormente, passaria a ser parte do acervo do Museu de Arqueologia e Etnologia da Universidade de São Paulo. No final dos anos 1980, foram reunidos o Acervo Plínio Ayrosa (então sob a responsabilidade do Departamento de Antropologia da FFLCH), o Instituto de Pré-História, mais o componente arqueológico e etnográfico do Museu Paulista e o Museu de Arqueologia e Etnologia, para formar o Museu de Arqueologia e Etnologia da USP.
Em 1939, após concurso, conquistou oficialmente a cátedra de Etnografia Brasileira e Língua Tupi-guarani (embora não fosse etnógrafo) e permaneceu como catedrático da disciplina por até sua morte. Nesse período, passou a fazer edições de manuscritos antigos. Segundo o professor Aryon Dall'Igna Rodrigues, "o mérito, o principal do Ayrosa, para mim, são as edições que fez. Tornou conhecidas coisas que eram muito pouco ou nada conhecidas e que, talvez, tivessem ficado muito mais tempo sem ser conhecidas. E ele fez. Não tinha técnica de edição de manuscritos antigos, então, isso deixou muito a desejar do ponto de vista técnico, filológico e tudo. Mas é o que pôde ser feito. "
Foi vice-diretor e diretor interino da FFLCH-USP em vários e longos períodos. Representou a Universidade de São Paulo no XXVII Congresso Internacional de Americanistas, realizado em Paris, em 1947, tendo sido vice-presidente e secretário da Seção de Linguística do Congresso. Foi membro da Academia Paulista de Letras, da Société des Americanistes e da Société de Linguistique, ambas sediadas em Paris. Foi também membro do Instituto Histórico e Geográfico de São Paulo, do Instituto Arqueológico, Histórico e Geográfico de Pernambuco, do Instituto Histórico e Geográfico da Bahia, do Instituto Histórico e Geográfico do Rio Grande do Norte, do Instituto Histórico e Geográfico de Sergipe, do Instituto Histórico e Geográfico do Rio Grande do Sul, além de membro correspondente do Instituto Histórico do Uruguai e da Sociedad de Cultura Guaraní (depois Academia de la Lengua y Cultura Guaraní), de Assunção, Paraguai. 
Em 1960, por sua dedicação ao estudo das línguas indígenas faladas no Brasil, foi agraciado, pela Sociedade Geográfica Brasileira, com a Medalha e Diploma General Cândido Mariano Rondon.